# Camponophilus irmi
Camponophilus irmi is een rechtvleugelig insect uit de familie mierenkrekels (Myrmecophilidae). De wetenschappelijke naam van deze soort is voor het eerst geldig gepubliceerd in 1995 door Ingrisch.